# Xã St. Clair, Quận Butler, Ohio
Xã St. Clair (tiếng Anh: St. Clair Township) là một xã thuộc quận Butler, tiểu bang Ohio, Hoa Kỳ. Năm 2010, dân số của xã này là 6.908 người.